# Rada Stanu Rzeczypospolitej Polskiej
Rada Stanu Rzeczypospolitej Polskiej – utworzona została 12 listopada 1971 r. na okres przejściowy jako organ doradczy Prezydenta Rzeczypospolitej i Rządu po zawieszeniu Rady Rzeczypospolitej. Skład Rady powołany został 24 marca 1972 r., uzupełniony 24 maja 1972 r. Została rozwiązana 12 lipca 1972 r., gdyż spełniła zadanie zjednoczenia emigracji politycznej.

## Sesje
I 29 kwietnia 1972 r. – 12 lipca 1972 r.

## Członkowie Rady Stanu Rzeczypospolitej Polskiej
| Lp. | Nazwisko                    | Partia                                  | Uwagi              |
| --- | --------------------------- | --------------------------------------- | ------------------ |
| 1   | Jan Bobrowski               | Ruch Odrodzenia Narodowego              | od 24 maja 1972 r. |
| 2   | Zofia Byrowa                | Związek Ziem Wschodnich                 |                    |
| 3   | Franciszek Czarkowski       | Ruch Odrodzenia Narodowego              |                    |
| 4   | Maria Dębicka               | Obywatelski Związek Polek               |                    |
| 5   | Wanda Dziedzicowa           | Obywatelski Związek Polek               |                    |
| 6   | Juliusz Dziewulski          | Liga Niepodległości Polski              |                    |
| 7   | Józef Frąckowiak            | Ruch Niezależnej Polityki Polskiej      |                    |
| 8   | Stanisław Goliński          | Ruch Niezależnej Polityki Polskiej      |                    |
| 9   | Atanazy Gonta               | Ruch Niezależnej Polityki Polskiej      |                    |
| 10  | Mieczysław Młotek           | Liga Niepodległości Polski              |                    |
| 11  | Mieczysław Nivelt           | Ruch Niezależnej Polityki Polskiej      |                    |
| 12  | Anna Nowakowa               | Obywatelski Związek Polek               |                    |
| 13  | Stanisław Pola              | Związek Ziem Wschodnich                 |                    |
| 14  | Jan Mieczysław Polinkiewicz | Ruch Niezależnej Polityki Polskiej      |                    |
| 15  | Antoni Romszajd             | Ruch Niezależnej Polityki Polskiej      |                    |
| 16  | Feliks Sęczkowski           | Stronnictwo Chrześcijańskiej Demokracji |                    |
| 17  | Cezary Sierankowski         | Stronnictwo Chrześcijańskiej Demokracji |                    |
| 18  | Ryszard Silinicz            | Ruch Niezależnej Polityki Polskiej      |                    |
| 19  | Jerzy Sochocki              | Liga Niepodległości Polski              |                    |
| 20  | Przemysław Szudek           | Ruch Niezależnej Polityki Polskiej      | od 24 maja 1972 r. |
| 21  | Bronisław Śliżyński         | Ruch Niezależnej Polityki Polskiej      |                    |
| 22  | Bohdan Wendorff             | Stronnictwo Chrześcijańskiej Demokracji |                    |
| 23  | Stanisława Witorzeniec      | Obywatelski Związek Polek               |                    |
| 24  | Zbigniew Władys-Nirreński   | Ruch Niezależnej Polityki Polskiej      |                    |
| 25  | Józef Wnuk                  | Ruch Niezależnej Polityki Polskiej      |                    |
| 26  | Jan Woźniak                 | Ruch Niezależnej Polityki Polskiej      |                    |
| 27  | Jerzy Udowiczenko           | Polska Partia Socjalistyczna            |                    |
| 28  | Jerzy Zaleski               | Ruch Niezależnej Polityki Polskiej      |                    |